# Peggy på vift
Peggy på vift är en svensk komedifilm från 1946 i regi av Arne Mattsson. I Danmark fick den titeln Peggy paa Sjov. I huvudrollerna ses Marguerite Viby, Gunnar Björnstrand och Stig Järrel.

## Handling
Filmen handlar om den amerikanska sångaren Frank Bing som åker till Sverige. Han härstammar från Småland och har gjort sig ett namn i USA.

## Om filmen
Filmen spelades in vid Centrumateljéerna på Gärdet i november och december 1945 och hade premiär på biograf Spegeln i Stockholm den 8 juni 1946.

## Rollista
- Marguerite Viby - Peggy Dalin
- Gunnar Björnstrand - Harald Haraldsson, hennes chef
- Stig Järrel - Frank Bing, sångare
- Erik "Bullen" Berglund - Dalin, direktör, Peggys far
- Julia Cæsar - Ada, sekreterare
- John Elfström - portier
- Lasse Krantz - direktör
- Gunnel Broström - Bibbi Berling, jazzdirigent
- Börje Mellvig - Gustaf